# Ebon atoll
Az Ebon atoll egy 22 szigetből álló korallzátony a Csendes-óceánon. A Ralik lánc egyik közigazgatási területe a Marshall-szigeteken. Szárazföldi területe mindössze 5,75 km², de a körbefogott óceáni terület nagysága majdnem 104 km². Ez a Marshall-szigetek legdélibb szárazföldje.
Egy ösvény vezet a lagúnához a sziget délnyugati végéből. A kanyargó ösvényt Ebon-csatornának hívják.
Lakossága 741 fő.